# 段楊爾
段楊爾(だんように、生没年不詳)は、継体天皇の在位中である513年に朝鮮半島の百済から来日したとされる、文献に最初にあらわれる古墳時代後期の五経博士である。中国系の姓名であるため、百済に帰化していた中国人とみられるが、末松保和などの研究によると、中国南朝の梁の文化人であり、百済に帰化していた。

## 人物
『日本書紀』によると、513年（継体天皇七年）6月に、穂積押山が百済から帰国するときに、姐弥文貴（さみもんき）・州利即爾（つりそに）両将軍とともに同行したとされる。
前年12月、穂積押山は百済への「任那四県割譲」問題で大連大伴金村の賛同を得て、四県への百済の進出を許している。さらに、大和政権は段楊爾来日の同年11月に己汶（こもん）・帯沙（たさ）を百済に賜与している。これらに対する返礼の結果として段楊爾の来日が実現しており、帰化ではなく、貢上・交替制度であったところに特色がある。また、高句麗や新羅に対抗する百済の外交政策のひとつであったともとれる。
516年（継体天皇十年）9月に、百済からの要請により、漢高安茂と交替させられて、帰国している。一方、『日本書紀』の歴史構成を批判的に検討する文献学的批判から、継体欽明朝に五経博士が百済から交替派遣されたという五経博士伝説伝承は、事実とは認め難いという指摘もある。